# Zaleptus festivus
Zaleptus festivus is een hooiwagen uit de familie Sclerosomatidae.